# Gefechte bei Rheinweiler und Hüningen (1793)
Die Gefechte bei Rheinweiler und Hüningen fanden am 17. September 1793 bei dem heutigen Ortsteil Rheinweiler der Gemeinde Bad Bellingen und der etwa 15 Kilometer südöstlich gelegenen französischen Festung Hüningen statt. Ein Bataillon des 16. Infanterieregiments Ludwig von Terzy der kaiserlich-habsburgischen Armee verhinderte den Rheinübergang französischer Truppen bei Rheinweiler. Verbände des 27. Infanterieregiments Leopold Strassoldo verhinderten den Rheinübergang bei Hüningen.

## Ausgangslage
Das Heilige Römische Reich hatte am 23. März 1793 der neu gegründeten Französischen Republik den Krieg erklärt, nachdem diese Kriegserklärung grundsätzlich bereits im November 1792 beschlossen worden war. Eine französische Armee unter General Adam-Philippe de Custine war in das Reichsgebiet eingedrungen, während preußische und österreichische Truppen in Nordfrankreich kämpften. Der österreichische General Dagobert Sigmund von Wurmser wurde Oberbefehlshaber am Oberrhein und griff nun seinerseits die Franzosen im Elsass an. Am Oberrhein ließ er ein Beobachtungskorps von etwa 20.000 Mann unter Feldmarschallleutnant Baron Joseph Staader von Adelsheim zurück.
Die französische Rheinarmee wurde im Sommer 1793 von General Charles Hyacinthe Leclerc de Landremont befehligt. Diese Rheinarmee unternahm mehrere Versuche, um am Oberrhein auf das rechte Rheinufer überzusetzen, während es die Aufgabe des österreichischen Beobachtungskorps war, dies zu verhindern.
Am 8. September 1793 beschloss ein französischer Kriegsrat einen Angriff auf der gesamten Frontlinie von Hüningen bis Saarlouis für den 12. September. Die Division Haut-Rhin unter dem erst am 5. September ernannten Kommandeur, Brigadegeneral Etienne La Bruyère, sollte dabei zwischen Hüningen und Breisach den Rhein überqueren.
In Frankreich hatte der Nationalkonvent am 5. September 1793 den Weg für die Terrorherrschaft der Jakobiner frei gemacht. Auch im Elsass wurden die sogenannten Sicherheitsausschüsse eingerichtet und am 14. September 1793 begann eine Verhaftungswelle.

### Bombardement von Kehl
Vom 12. bis 15. September wurden von Straßburg aus Stadt und Festung Kehl beschossen und stark zerstört. Die Festung wurde von den Truppen des Schwäbischen Reichskreises geräumt und die Rheinbrücke angezündet.

### Bombardement von Breisach
Am 15. September 1793 begannen die französischen Truppen von Neuf-Brisach aus die Stadt Breisach mit heftigem Geschützfeuer zu beschießen, das von der österreichischen Besatzung Breisachs erwidert wurde. Das Artilleriegefecht dauerte bis zum 19. September an. Allerdings war das französische Feuer mit etwa 4800 Geschossen dem österreichischen zehnfach überlegen. Breisach wurde weitgehend zerstört, aber die Verluste der österreichischen Truppen waren gering und die Franzosen konnten den Rheinübergang nicht erzwingen. Es wird jedoch angenommen, dass das Bombardement hauptsächlich vom geplanten Hauptangriff bei Rheinweiler ablenken sollte.

## Gefechte am 17. September
Der bereits für den 12. September geplante französische Angriff verzögerte sich wegen mangelnder Ausrüstung. Der Entscheid war letztlich nicht von den Militärs getroffen worden, sondern von den zur Armee abgesandten Abgeordneten des Nationalkonvents, Louis Guyardin, Jean-Baptiste Michaud und Jean-Baptiste Lacoste. Der Versuch den Rhein bei Hüningen zu überqueren, war als Ablenkungsmanöver geplant, da der Hauptangriff bei Rheinweiler erfolgen sollte. Neben regulären Truppen und Nationalgardisten waren im Elsass auch die Bauern mobilisiert worden. So sollen am 15. September 6000 mit Gewehren, Piken und Gabeln bewaffnete Bauern bei Hüningen versammelt gewesen sein.

### Versuchter Rheinübergang bei Hüningen
Am 17. September um 6 Uhr morgens begann aus der französischen Festung Hüningen ein Bombardement auf die österreichischen Stellungen auf der Schusterinsel und am rechten Rheinufer. Es folgte ein Versuch Truppen mit vier Plätten von der Festung her überzusetzen. Diese großen und flachen Boote waren mit je 200 Grenadieren besetzt. Das erste Boot scheiterte im Gewehrfeuer der Besatzung der Schusterinsel. Zwei weitere Boote wurden etwas flussabwärts von österreichischer Artillerie schwer beschädigt, so dass eine große Zahl Soldaten im Rhein ertrank. Der Rest konnte bei Märkt das deutsche Rheinufer erreichen, wurde aber durch österreichische Einheiten niedergemacht oder gefangen genommen. Das vierte Boot konnte in der Nähe der österreichischen Batterie an Land gehen und diese angreifen. Die österreichischen Truppen des 27. Infanterieregiments Leopold Strassoldo unter Oberst Woller schlugen den Angriff mit dem Bajonett zurück. Die französische Revolutionsarmee verlor bei der gesamten Aktion etwa 500 Mann, während die österreichischen Verluste gering waren.

### Hauptangriff bei Rheinweiler
Am 17. September 1793 um 06:30 Uhr begann die französische Armee vom elsässischen Dorf Niffer her das Rheinufer bei Rheinweiler zu beschießen, um die Österreicher aus ihren Stellungen zu vertreiben und die Landung vorzubereiten. Währenddessen wurden 14 Pontonboote mit je 50 Mann zu Wasser gebracht. Insgesamt sollten 16 Bataillone Infanterie und ein Kavallerieregiment bei Rheinweiler auf das deutsche Ufer übersetzen, um den vorderösterreichischen Breisgau anzugreifen. Eine Kompanie des 16. Infanterieregiments Ludwig von Terzy unter dem Oberleutnant Stephanko hatte sich vor den Franzosen auf einer der Rheinweiler vorgelagerten Rheininseln festgesetzt und nahm von dort die Pontonboote unter wirksames Gewehrfeuer. Eine zweite Kompanie der Österreicher traf zur Unterstützung ein. Die Franzosen ließen sich nun nach Bellingen abtreiben, wurden jedoch von den Österreichern verfolgt, die inzwischen um eine weitere Kompanie verstärkt waren. Die französischen Bootsbesatzungen ergaben sich nach großen Verlusten bei Bellingen, und nur vier der Boote konnten angeschlagen wieder das linke Rheinufer erreichen. Die Verluste der französischen Truppen beliefen sich auf etwa 400 Tote und 100 Gefangene.
Für die französischen Offiziere gab es noch ein Nachspiel. Vor Ort anwesende Mitglieder der Nationalversammlung ließen sie verhaften und in Hüningen einsperren. Trotz Freispruch durch ein Militärgericht wurden sie wieder verhaftet und die Richter ebenfalls.
Nach der erfolgreichen Abwehr des Rheinübergangs kam es zu Solidaritätsbekundungen und Lebensmittelspenden von Gemeinden aus der Markgrafschaft Baden-Durlach und Vorderösterreich an die österreichischen Truppen.

## Die eidgenössische Grenzbesetzung bei Basel
Am 28. April 1792 hatte der Große Rat der Stadt Basel dem französischen General Custine die strikte Neutralität Basels zugesagt. Auf der ausserordentlichen gemeineidgenössischen Conferenz vom 14. bis 30. Mai 1792 in Frauenfeld beschloss die Tagsatzung, die Grenzen bei Basel mit einem eidgenössischen Aufgebot von 1300 Mann zu besetzen.
Die Obrigkeit der Stadt war fast ängstlich darauf bedacht, beiden Konfliktparteien keinerlei Anlass zum Zweifel an Basels Neutralität zu bieten. Ein allgemeines Tanzverbot und Aufenthaltsbeschränkungen für Auswärtige sollten bei der Vermeidung von Konfliktsituationen zwischen in der Stadt befindlichen Deutschen und Franzosen helfen. Die Zerschlagung der Schweizergarde beim Tuileriensturm im August 1793 führte in der Schweiz zu antifranzösischen Emotionen. Die übrigen schweizerischen Regimenter, die bisher in französischen Diensten gestanden hatten und nun von Frankreich aufgehoben worden waren, zogen sich in die Schweiz zurück und verstärkten zum Teil die Grenzbesatzungstruppen bei Basel.
Beim Versuch den Rhein zu überqueren gerieten am 17. September 1792 auf der Flucht vor den Österreichern etwa 150 französische Soldaten auf Basler Gebiet und wurden von den schweizerischen Truppen entwaffnet, aber dann wieder nach Hüningen entlassen. Die Österreicher protestierten, weil die Franzosen sich über Basel retten konnten, aber Basel gab sogar die Gewehre heimlich wieder an die Franzosen zurück.
Die Schweiz und insbesondere Basel litten unter der vom Schwäbischen Reichskreis und Vorderösterreich verhängten Ausfuhrsperre. Diese sollte verhindern, dass über die Schweiz Getreide und andere Güter nach Frankreich gelangten. In der Schweiz löste dieses Embargo eine Teuerung aus.